# 卵裂
受精卵高速分裂，但總的體積和物質並不增加：細胞的數目越來越多，個頭卻越來越小。這一時期即為卵裂（cleavage）。
卵裂按其分裂形式可以分為下列兩類：
- 輻射卵裂：卵裂的方向與母細胞分裂的方向（極軸）平行或垂直。
- 不定卵裂：已分裂的部分自由分裂，與母細胞無關。

除哺乳动物，在卵裂中，细胞分裂而不增加其总体积，有丝分裂跳过G1和G2期，细胞周期缩短，只有时程缩短的M期和S期。

## 脊椎動物的卵裂
脊椎動物常見卵裂分為兩大類：完全卵裂和不完全卵裂。

### 完全卵裂
1. 完全均等卵裂（holoblastic equal cleavage），少黃卵的卵裂屬此類型。如文昌魚，哺乳類。[1]
2. 完全不等卵裂（holoblastic unequal cleavage），中黃卵的卵裂屬此類型。如兩棲類。[1]

### 不完全卵裂
不完全卵裂（meroblastic cleavage）指受精卵至少在發育初期不完全分裂。多黃卵的卵裂屬此類型。如硬骨魚，爬行類，鳥類（盤狀卵裂）。